# 翟衣
翟衣是中国古代后妃命妇的最高级别的礼服，後來傳至朝鮮半島、越南、琉球。中國宋代及之前的翟衣包括“褘翟、揄翟、阙翟”三种，合称“三翟”，与男子礼服的“六冕”相对应。
清朝废除汉族衣冠，翟衣也全部被废除。

## 服制
翟衣是古代贵族女性大礼服的统称，包括祎衣、褕翟、阙翟三种，也称「三翟」。歷代雖有變化，但大同小異。翟衣为上下連裳的深衣制，衣料为蚕丝织成的锦或罗，皆以素纱为里，阙翟赤，褕翟青，袆衣玄。三者的等级排序不同。袆衣以玄色为底色，织有五彩翚雉纹。褕翟以青色为底色，画有长尾雉的图案，并有五彩点缀。闕翟是赤色衣，翟纹也是刻赤色缯。祎衣、褕翟、阙翟是王后的祭服，其中以祎衣最盛。。服翟衣，尊之如天帝，比之如神明，俱事神之衣服。三翟作为周代王后及後世中國、越南皇后以及朝鮮、琉球王妃参加祭祀大典的祭服，无论选材、做工、纹饰图案、颜色都是其服饰中最贵重的，可见其地位的重要性。对祭服的重视体现了对神灵、祖先的崇敬之情。
翟衣之下有裙。玄舄配袆衣，则青舄配摇翟，赤舄配阙翟。三翟首服副，即覆首为之饰。若汉代步摇。首服副笄而著六珈，看上去如山如河。王后以副为首饰，祎为衣，简称副祎。衡笄又称笄珈，是一种簪子的统称，用来插住挽起的头发。王后的笄皆以玉为质。由于衡往往用来借指辨别是非善恶的标准，因此在进行祭祀大礼时要在副的两侧横插玉笄，以显庄重。王后的耳饰又叫笄珥，多以“紞悬瑱”。紞，是一种丝带。《国语》中有：“王后亲织玄紞的说法。”
《唐六典》规定，皇后祎衣“深青织成为之”。皇太子妃褕翟“青织成为之”，而内外命妇的翟衣则“罗为之，绣为翟”。
《明史》“服用翟衣，绣翟九重。素纱中单，黼领，朱般裸襍裾。蔽膝随裳色,以撖为领缘,加文绣重翟，为章二等。玉带。青袜舄，佩绶。二品，冠花钗八树。两博鬌，八钿。服用翟衣八等，犀带，馀如一品。三品，冠花钗七树。两博鬌，七钿。翟衣七等，金革带，馀如二品。四品，冠花钗”。永乐三年定“翟衣，深青为质，织翟文十有二等，间以小轮花，红领標撰裾，织金云龙纹，纻丝纱罗随用。”
定陵出土的翟衣已十分残破，仅有罗地刺绣龙纹边饰数片，但根据现存的几片边饰以及边饰上相缝连的罗织物上彩绘的翟鸟，可以基本复原翟衣的形状一一这是以罗为地，中绘成对翟鸟，袖口衣边用红罗为饰。出土蔽膝，上宽28厘米，下宽49厘米，总高65厘米，上绘左右对称三对，共六对十二只。形制与宋代及明代史料中的记载吻合，特别是与明《中东宫冠服》中的太子妃蔽膝一致。明神宗定陵出土有两顶皇后礼服凤冠，一顶是孝端显皇后的九龙九凤冠，一顶是孝靖皇后的十二龙九凤冠。

## 類型

### 褘衣
也作褘翟。《周礼》所记命妇六服之一，后妃礼服“三翟”中级别最高的一种，是皇后的最高形制的礼服，相当于皇帝的十二章衣。褘衣既是祭服，也是朝服和立后、婚礼的吉服。周礼中褘衣为玄色（黑色），刻缯彩绘翬文，所用衣料为黑色纱榖内缀一层白色夹里，即《周礼》所谓的“素紗”。
《新唐书》记载，褘衣是皇后受册，祭奠和参加朝会等大型事务时的礼服，用深青色衣料织成，并饰以十二行五彩翬翟纹，配套中衣为白色纱质单衣，领口装饰黼纹，蔽膝同下裳色，装饰三行翚翟纹，袖口，衣缘等处为红底云龙纹镶边。配件中，衣带同服装颜色，裨、纽、约、佩、绶与皇帝同级别，配青色袜子，金饰舄鞋。
宋代、明代褘翟沿用唐制。
- 龍鳳花釵冠
- 成肅皇后
- 章献明肃皇后
- 慈聖皇后
- 宣仁皇后
- 欽聖皇后
- 顯肅皇后
- 仁怀皇后
- 宪圣慈烈皇后
- 慈懿皇后
- 恭聖皇后

## 褕翟
也作褕翟。后妃六服的一种，三翟之一。褕翟是皇后级别仅次于褘衣的礼服，也是诸侯夫人皇太子妃最高级别的礼服。《诗经·鄘风·君子偕老》中有“玼兮玼兮，其之翟也。”描述的是卫君夫人卫宣姜华美的褕翟礼服。揄翟按周礼规定为青色，刻缯并彩画摇文，唐宋以后确立为九行翬翟纹。按唐书记载，褕翟是皇太子妃受册，祭奠和参加朝会等大型事务时的礼服，用青色衣料织成，饰以九行青底五彩摇翟纹，配套中衣为白色纱质单衣，领口装饰黼纹，蔽膝同下裳同色，其上装饰二行翬翟纹。配件中，衣带同服装颜色，佩、绶与皇太子同级别，配青色袜子，金饰舄鞋。明代褕翟作為皇太子妃最高禮服。
琉球聞得大君的翟衣亦以此為藍本。
褕翟是朝鮮王朝最高女性的服饰，作为宫中大礼服穿至朝鲜王朝末期。朝鮮王朝对中国称属国，其国王称王不称帝，国王正妻（王妃）的最高级别礼服为揄翟，无褘衣，王世子嬪最高禮服亦為褕翟。明朝的赤翟衣最初是明朝皇帝明惠宗朱允炆下赐给朝鲜王妃的，是特许的亲王妃级别的服饰。朝鲜嫔妃、中宫在朝贺仪、朝见仪、册封仪中服翟衣。朝鲜纳妃仪中，朝鲜王子服冕服，王妃服翟衣。甲午中日战争以后，朝鲜成为日本的傀儡国，改称大韓帝国，其国王改称皇帝，衣冠上升一级，王妃改稱皇后。1897年宣布大韩帝国后由紅色改为深青色。织造后前面和后面附加金丝镶绣的龙纹样补。揄翟袖口和领口也相应的由织金凤纹改成了皇后褘衣专用的织金云龙纹服，并将翚翟纹由九行增添到十二行，变成类似褘衣的礼服。
褕翟在琉球國是作為由王妃或王女擔任國家最高祝女聞得大君的禮服。與其他地區翟服不同之處在於沒有蔽膝。
- 明孝元貞皇后
- 明孝恪皇后
- 明定陵六龙三凤冠
- 明定陵九龙九凤冠
- 朝鲜王妃赤翟衣
- 大韩帝国天青翟衣
- 大韩帝国天青翟衣

## 阙翟
也作阙狄，为皇后参加普通祭典和祭宗庙的祭服。与褘衣区别在于是赤色衣，翟纹也是刻赤色缯。后世比较少见。

## 現代復原
2013年宋式翟衣首次根据南薰殿旧藏《历代帝后像》中的宋仁宗皇后像的图片资料由非物质文化遗产宋锦技艺国家级传承人钱小萍复原成功。钱小萍巧妙地应用了宋锦的结构和复杂的传统技艺，在全真丝藏青地上织出金、红、黄、蓝、白五彩翟鸟纹。镶边用苏绣传统针法绣出22条龙纹，再按宋皇后服的形制手工缝制而成。现藏于杭州万事利丝绸文化博物馆。2012年明朝万历孝端皇后的六龙三凤冠由国家级非物质文化遗产“花丝镶嵌技艺”传承人白静宜严格按照古代的工艺复原成功。白静宜“再造”的这件凤冠于2012年入选“北京工艺美术珍品”，目前存放在昭仪翠屋的花丝镶嵌博物馆中。